# Pedro Flores Jiménez
Pedro Flores Jiménez fue un bandolero andaluz, activo en las proximidades de Ronda (Málaga) entre 1920 y 1934.

## Historia
Sobrino nieto del bandolero Flores Arocha fue hallado por la Guardia Civil en una cueva de la Serranía de Ronda, cueva que le daba refugio. Murió abatido por la benemérita el 26 de junio de 1934. 

## Bandoleros
- Luis de Vargas
- Fray Antonio de Legama
- Pablo de Aroca, "Ojitos"
- Juan Palomo
- Satanás
- Malafacha
- Cándido
- El Cencerro
- José Ulloa “Tragabuches”
- Juan Repiso
- Francisco Huertas
- Juan Antonio Gutiérrez, "El Cojo"
- Zamarrita
- Flores Arocha